# Dawson (Minnesota)
Dawson è una città degli Stati Uniti d'America, situata in Minnesota, nella contea di Lac qui Parle.